# Galaxie de Markarian
Pour les articles homonymes, voir Markarian.

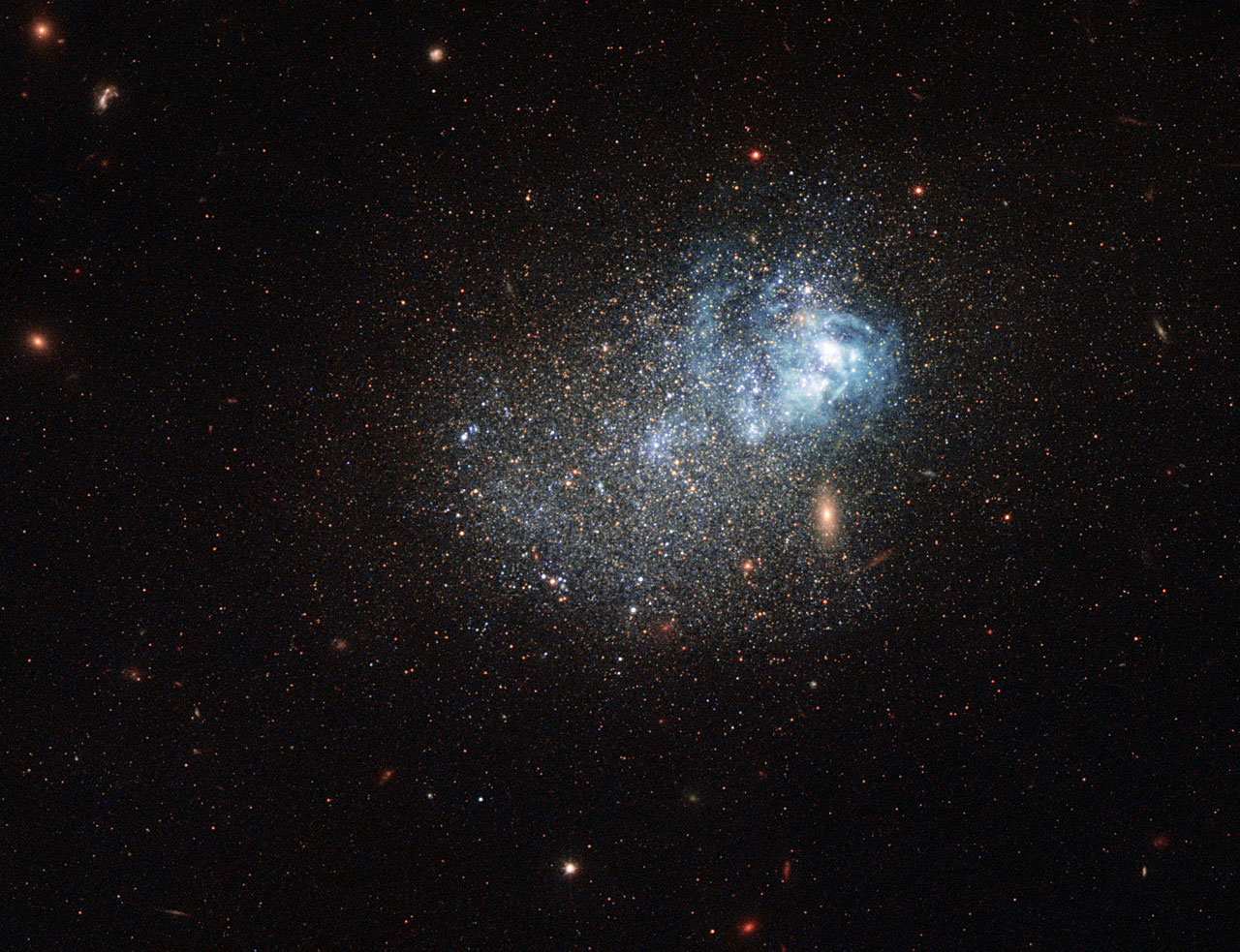
Markarian 209, une galaxie naine bleue.

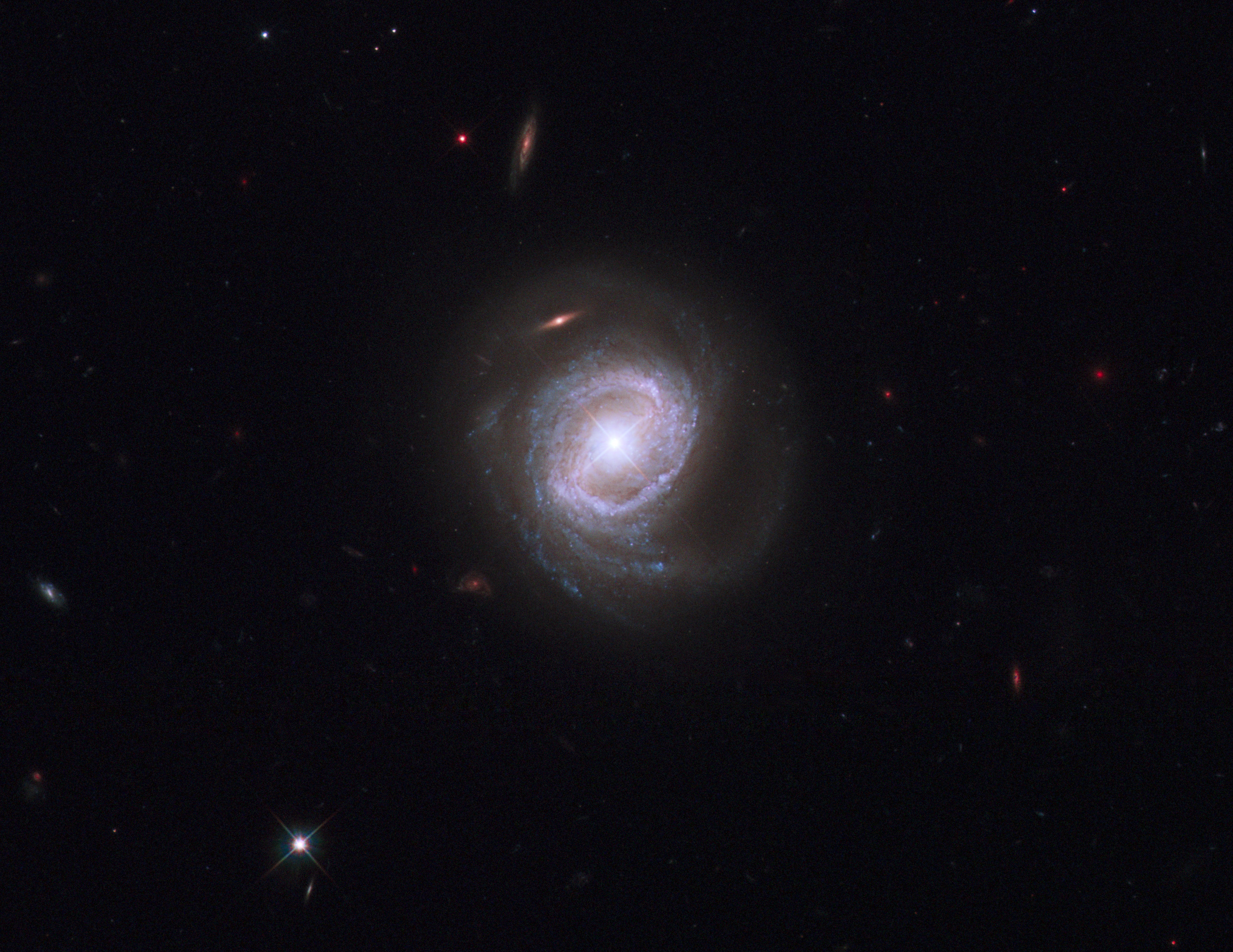
Markarian 817, imagée par le télescope spatial Hubble.

Les galaxies de Markarian sont un type de galaxies actives avec un noyau émettant une grande quantité d'ultraviolets (UV) par rapport à d'autres galaxies. Elles sont nommées d'après Benjamin Markarian, qui les a étudiées à partir du début des années 1960. Les entrées du catalogue de Markarian sont présentées sous la forme « Markarian #### ». On s'y réfère fréquemment à l'aide des abréviations Mrk, Mkr, Mkn, et parfois avec Ma, Mk et Mark.
Ces galaxies possèdent un noyau de couleur bleue associé à des étoiles de type spectral situé de A à F qui se distingue du reste de la galaxie. La plupart des galaxies de Markarian possèdent des raies d'émission montrant une forte activité énergétique,.

## Histoire

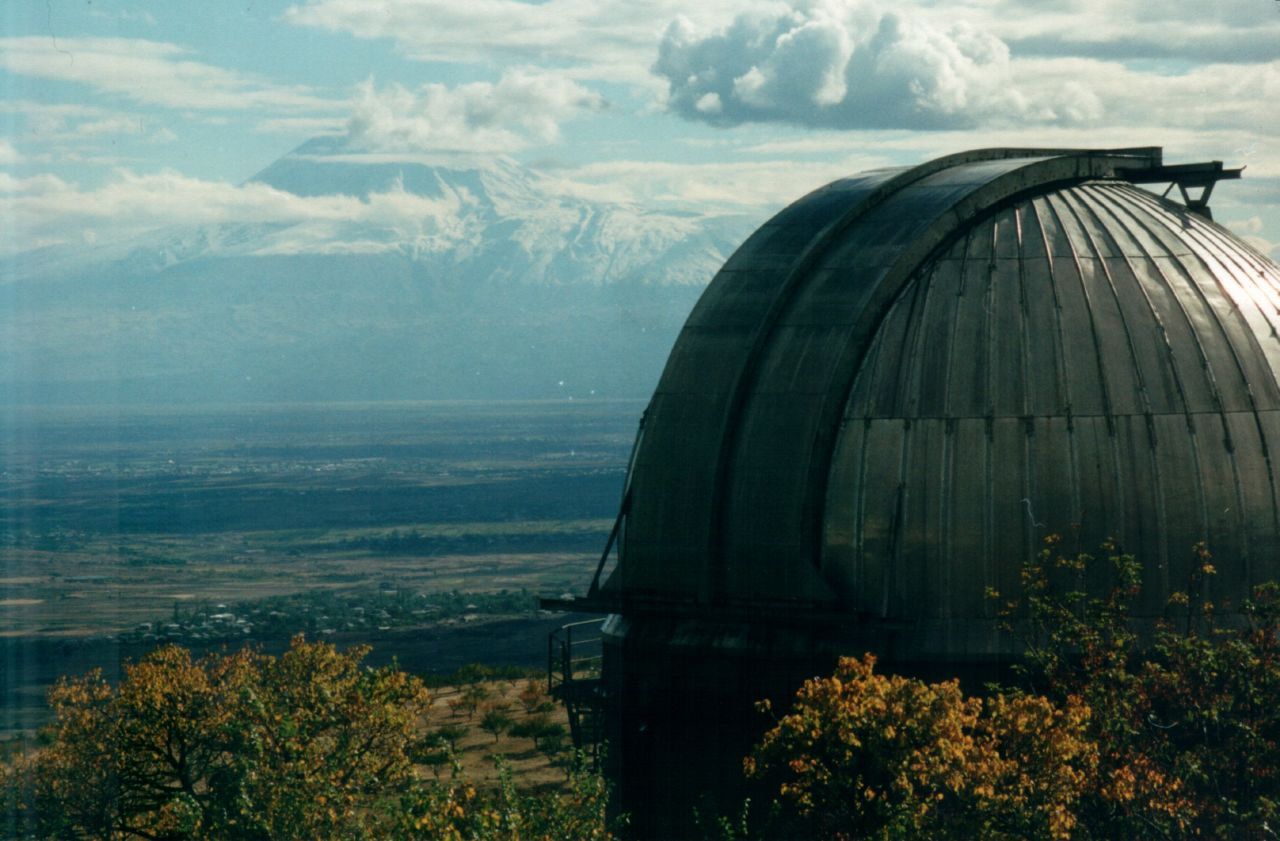
Dôme de l'observatoire astrophysique de Byurakan.

En 1964, Markarian s'intéresse à ce type de galaxies. Le First Byurakan Survey (FBS) commence ainsi en 1965 à l'Observatoire astrophysique de Byurakan. L'objectif du relevé astronomique est de trouver des galaxies présentant un excès d'ultraviolet. Les installations de l'observatoire permettent de classifier des galaxies jusqu'aux magnitudes de 17,5.
Le relevé recense 70 galaxies avec un excès d'UV. C'est alors qu'elles sont désignées « galaxies de Markarian »,,. Deux autres listes sont réalisées par la suite et portent le nombre de ces galaxies à 302 en 1969,. Le FBS poursuit ses observations jusqu'en 1978. Au total, la liste des galaxies de Markarian monte jusqu'à 1 500 galaxies publiée de 1967 à 1981 au travers quinze articles nommés « Galaxies with ultraviolet continuum » dans « Astrophysics », une publication de l'Académie arménienne des sciences. S'y ajoutent au milieu des années 1980, 32 galaxies supplémentaires, numérotés de 9001 à 9032. Une liste complète intitulée « First Byurakan Survey » est diffusée en 1986, incluant les 1500 galaxies d'origines et les 32 nouvelles.
Il a été découvert par la suite que onze galaxies recensées possèdent une étoile bleue à l'avant plan, ce qui crée une émission excessive d'UV qui n'est pas engendrée par la galaxie. Ces cas n'entrent donc pas dans la catégorie. De plus, d'autres entrées du catalogue sont dupliquées : Mrk 107/Mrk 20, Mrk 1318/Mrk 49 et Mrk 890/Mrk 503.
Une nouvelle étude se consacrant aux objets de plus faible émission est effectué en 2005 sous le nom de « Second Byurakan Survey » (en référence au « First Byurakan Survey » de 1986), établissant un catalogue de 3563 objets dont 1863 galaxies (SBSG) et 1700 étoiles (SBSS). 761 de ces galaxies sont des noyaux actifs de galaxie (155 galaxies de Seyfert, 596 quasars et 10 blazars),,.

## Caractéristiques

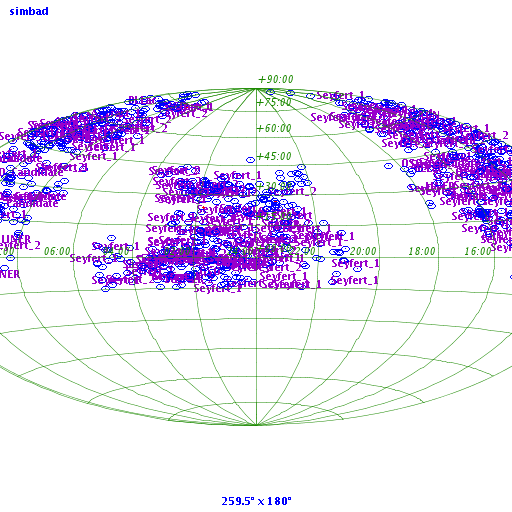
Distribution des galaxies de Markarian d'après Aladin.

Le catalogue des galaxies inclut le nom, les coordonnées, le type de spectre, la taille observable et le type morphologique de la galaxie. Les lettres « s » (star-like) ou « d » (diffuse) sont généralement utilisées pour caractériser le cœur de la galaxie, avec parfois des classifications hybrides (ds ou sd). un chiffre de 1 à 3 indique la force des émissions d'UV de la galaxie : 1, fort, 2, modéré et 3, faible. La lettre « e » est utilisée si les raies d'émission sont apparentes.
Le catalogue réunit ainsi des objets variés, dont des galaxies de Seyfert, des galaxies à sursauts de formation d'étoiles, des objets BL Lacertae, des quasars et d'autres types de galaxies actives. Certains rayonnements proviennent de régions HII géantes (Mrk 59, 71, 86b, 94, 256b, 404, 489b, 1039, 1236, 1315 et 1379a). D'autres des jets de gaz chauds engendrés par un trou noir. Pour plusieurs galaxies, le rayonnement provient d'une petite région.

## Intérêt scientifique
En étudiant les caractéristiques de ces galaxies et en les comparant avec les galaxies « normales », il est possible d'approfondir plusieurs problèmes liés à la classification morphologique, la distribution de diamètres linéaires[Quoi ?], l'activité du noyau galactique, etc. Les objets Markarian révèlent d'importants indices sur ces domaines d'études puisqu'ils englobent une vaste gamme de luminosités, de structures morphologiques et d'activités.

## Liste
- Markarian 177 (en)
- NGC 262
- Markarian 231
- Markarian 421
- Markarian 501
- NGC 5548

### Galerie

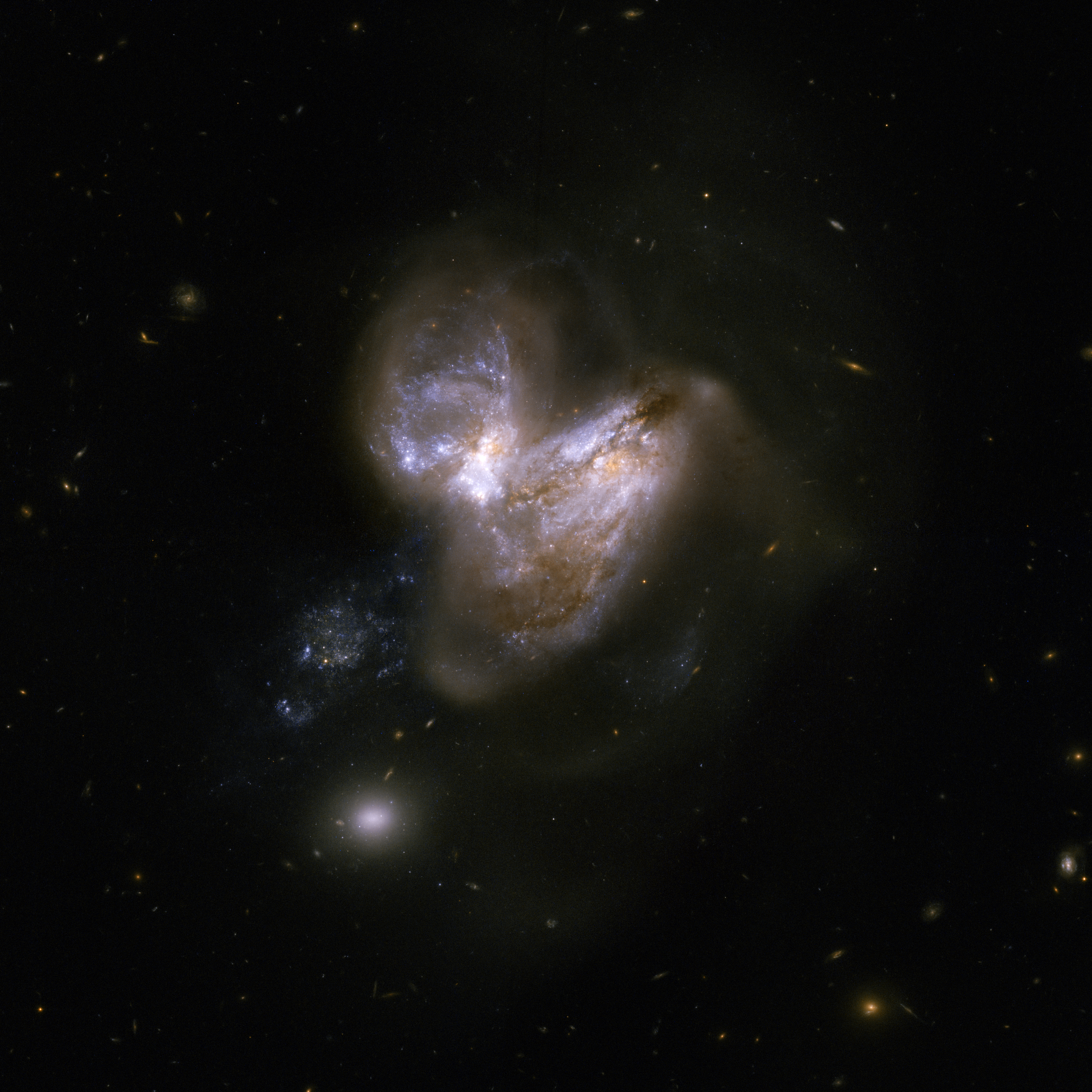
171
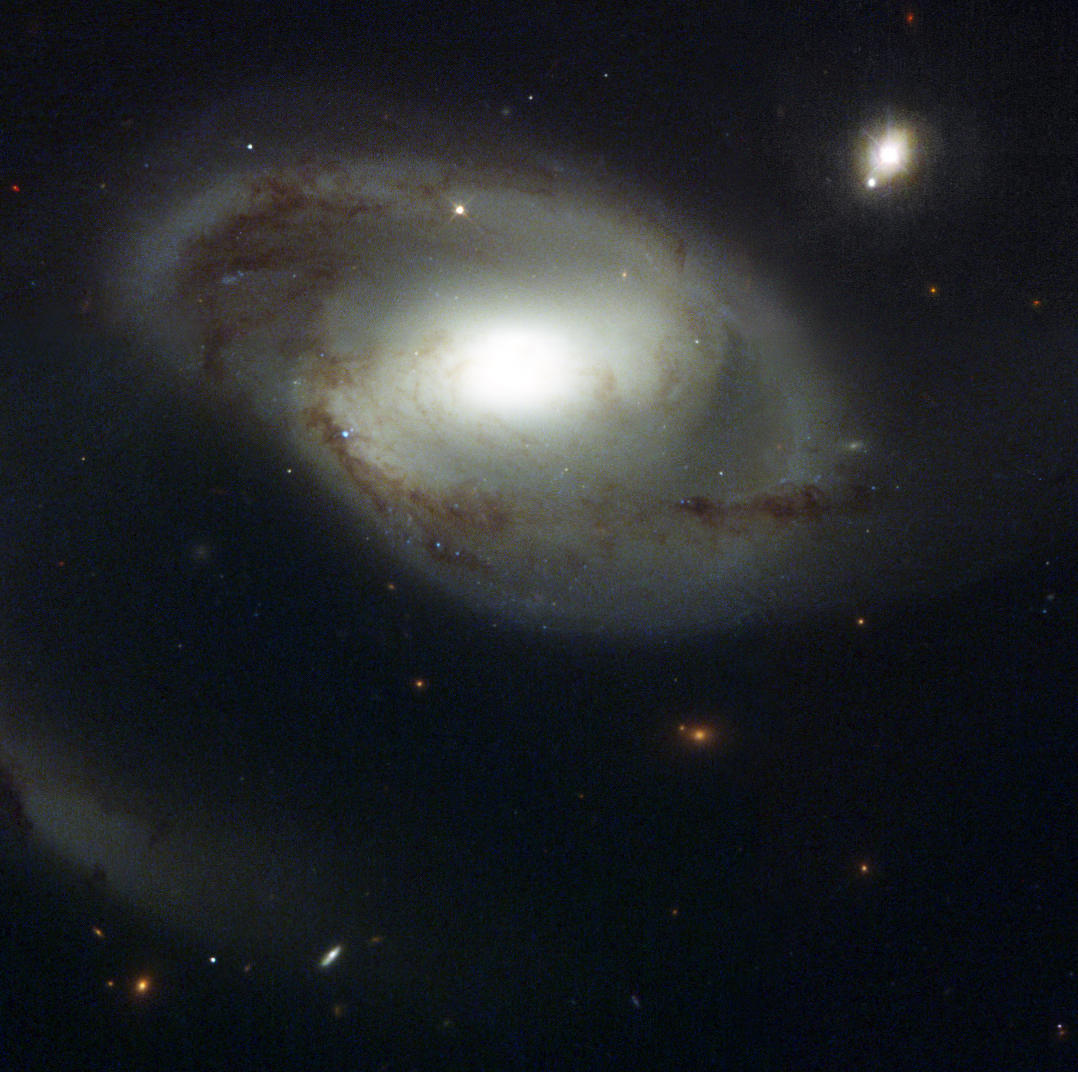
205
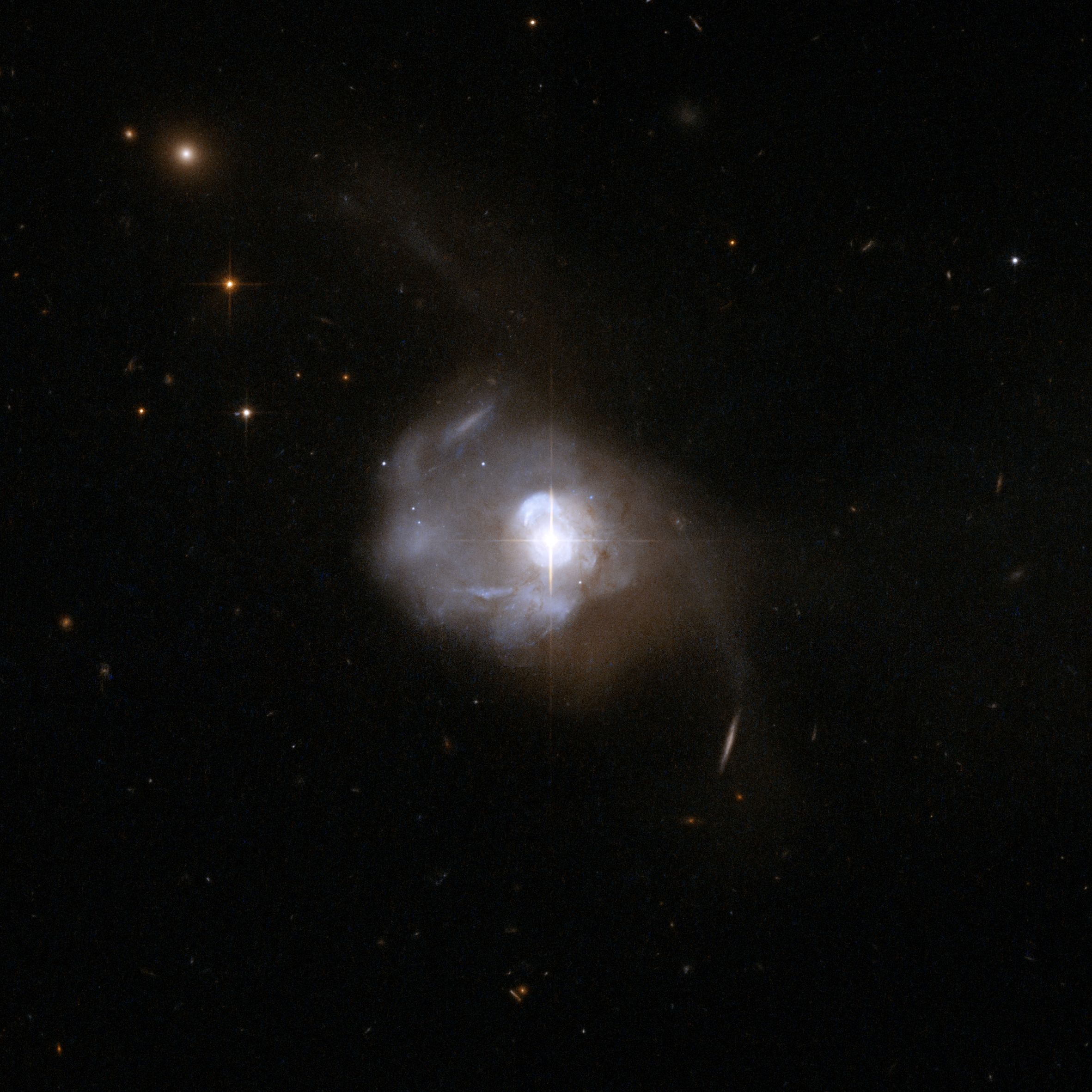
231
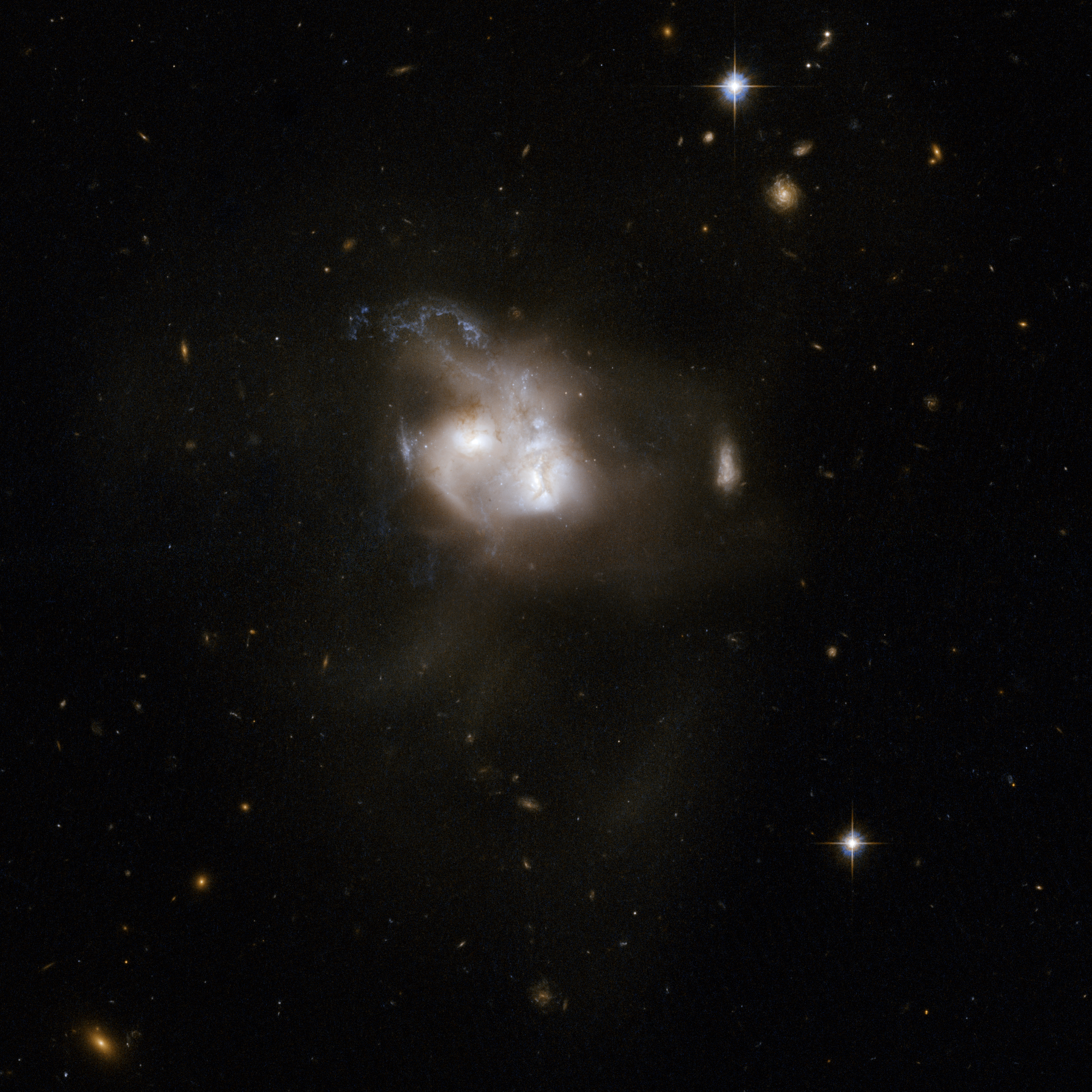
266
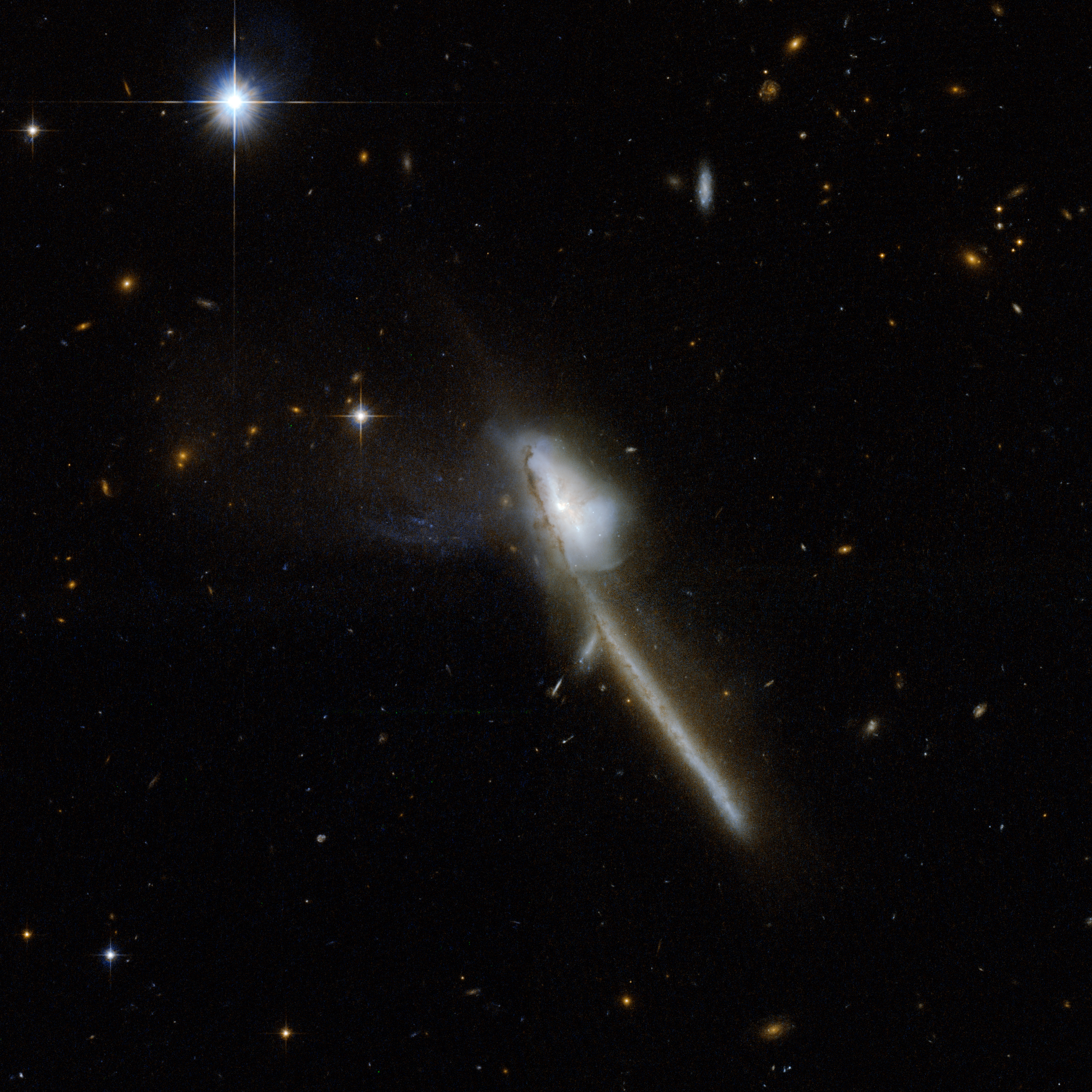
273
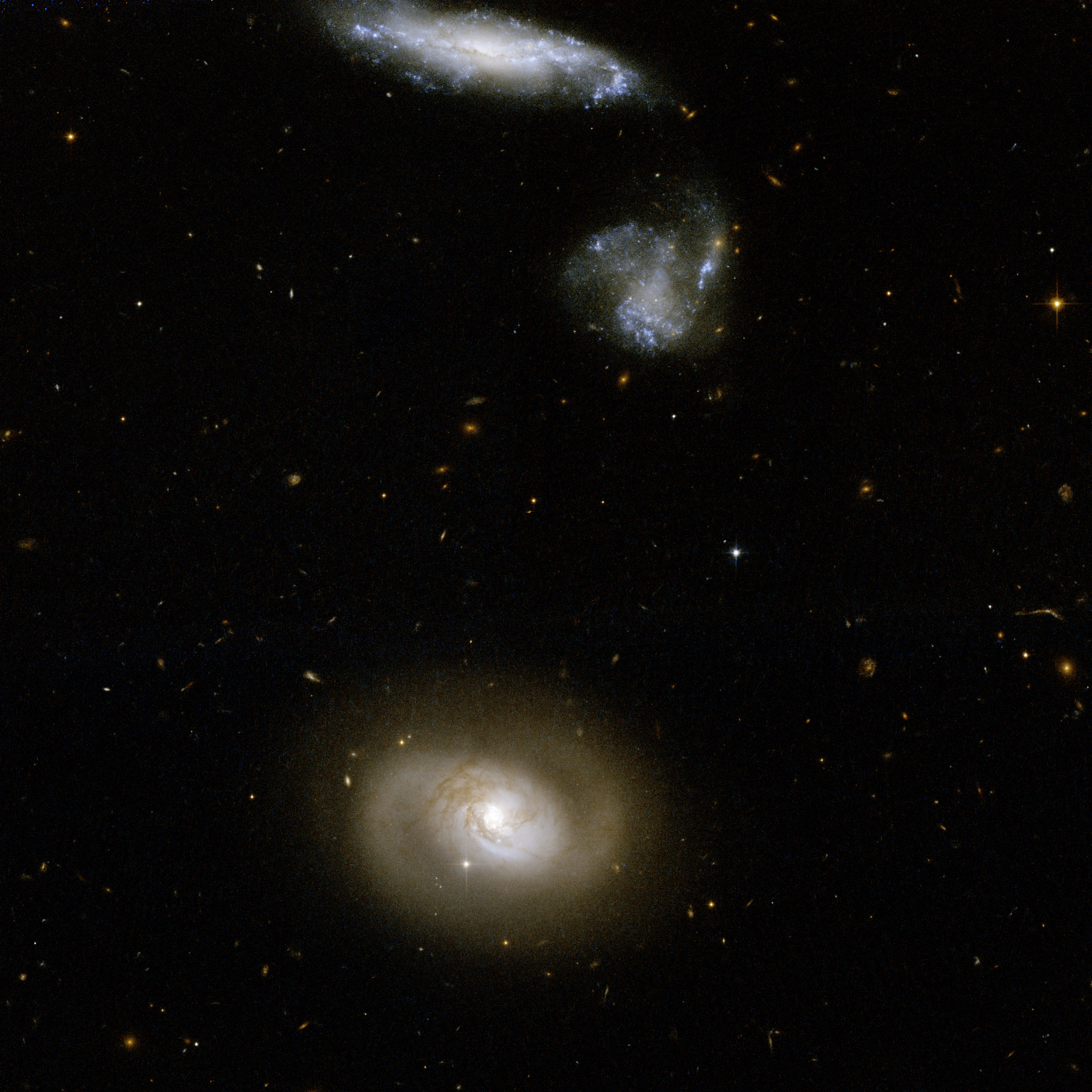
331
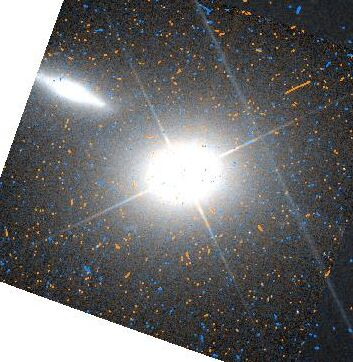
421
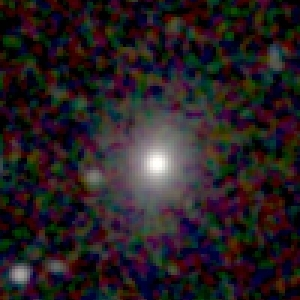
501
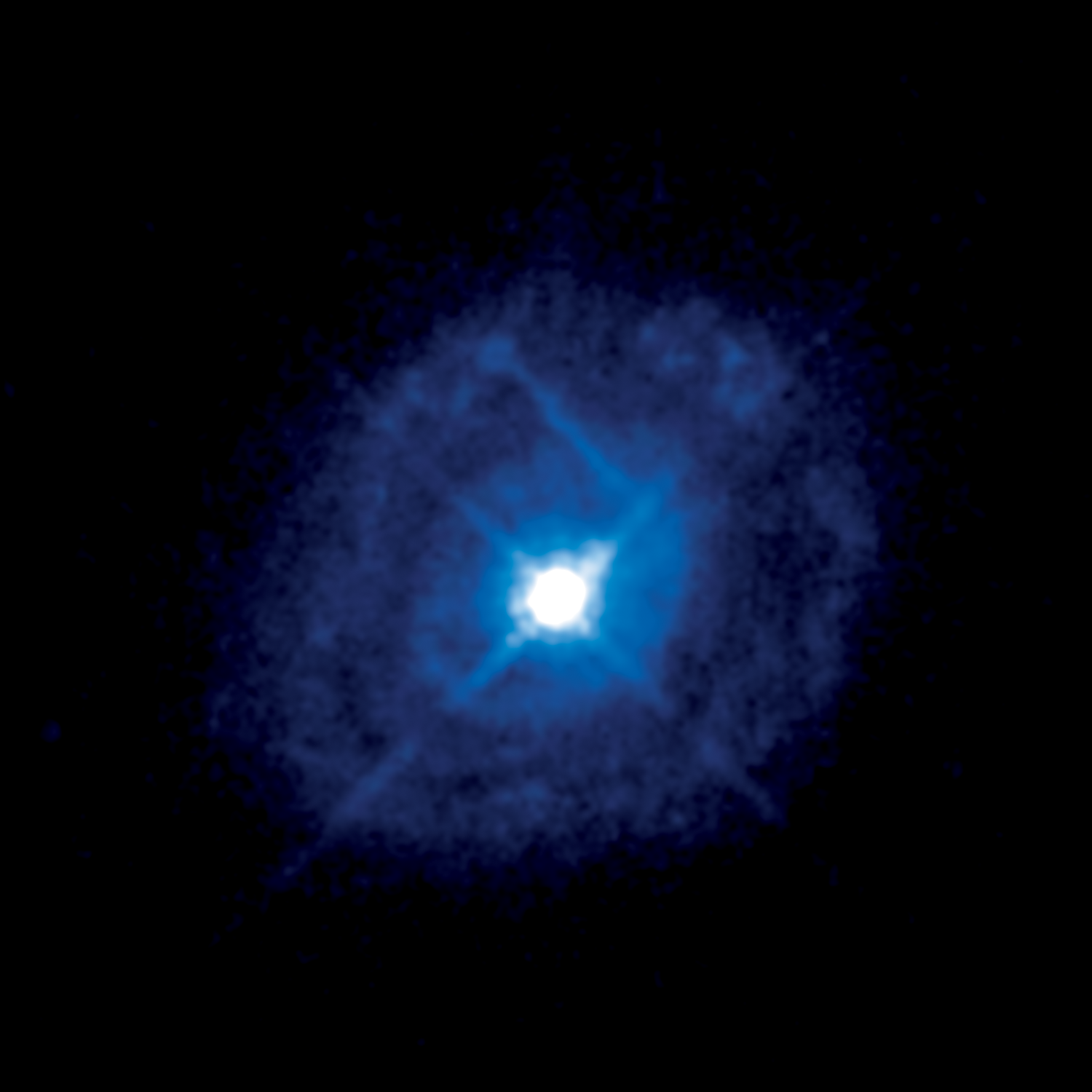
509
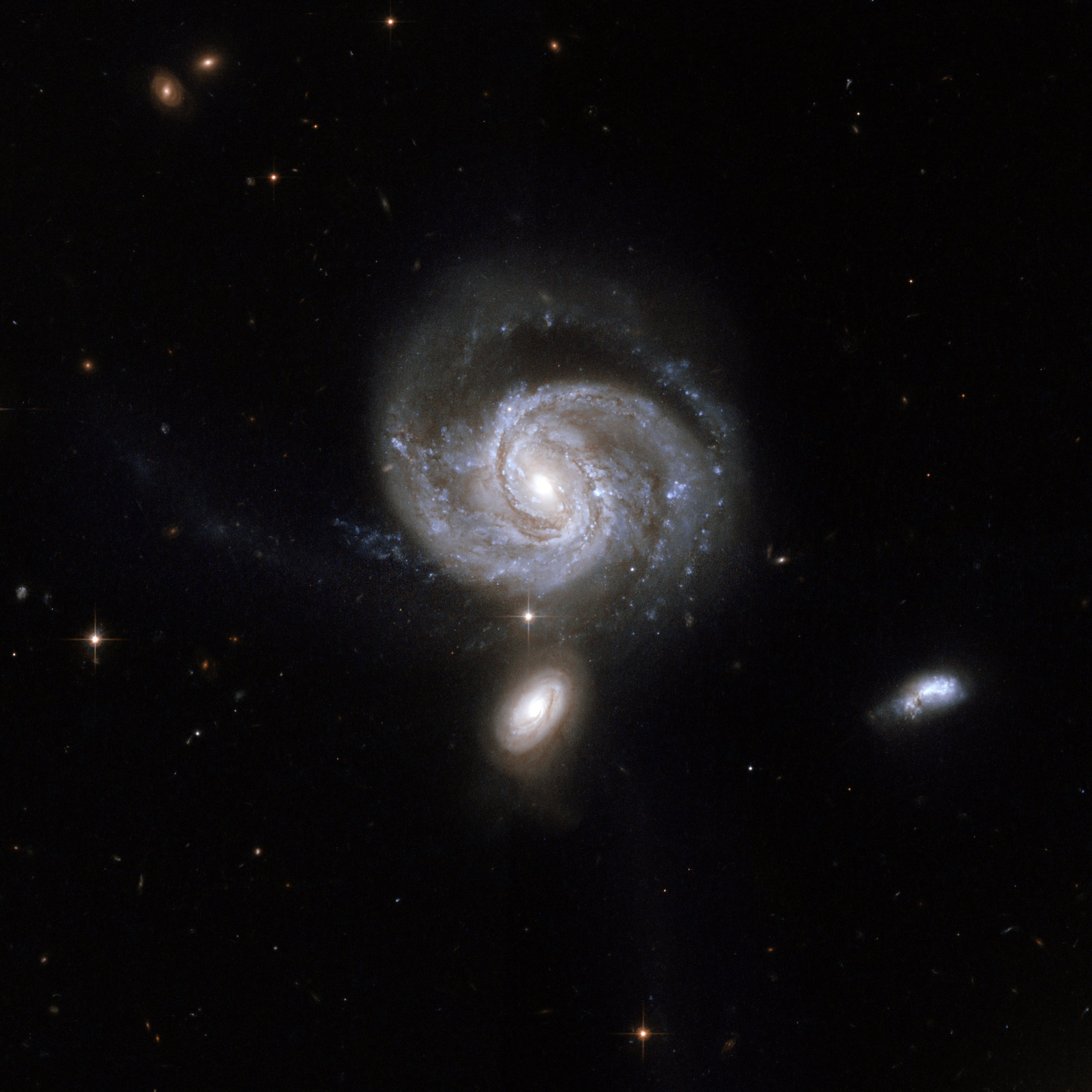
533
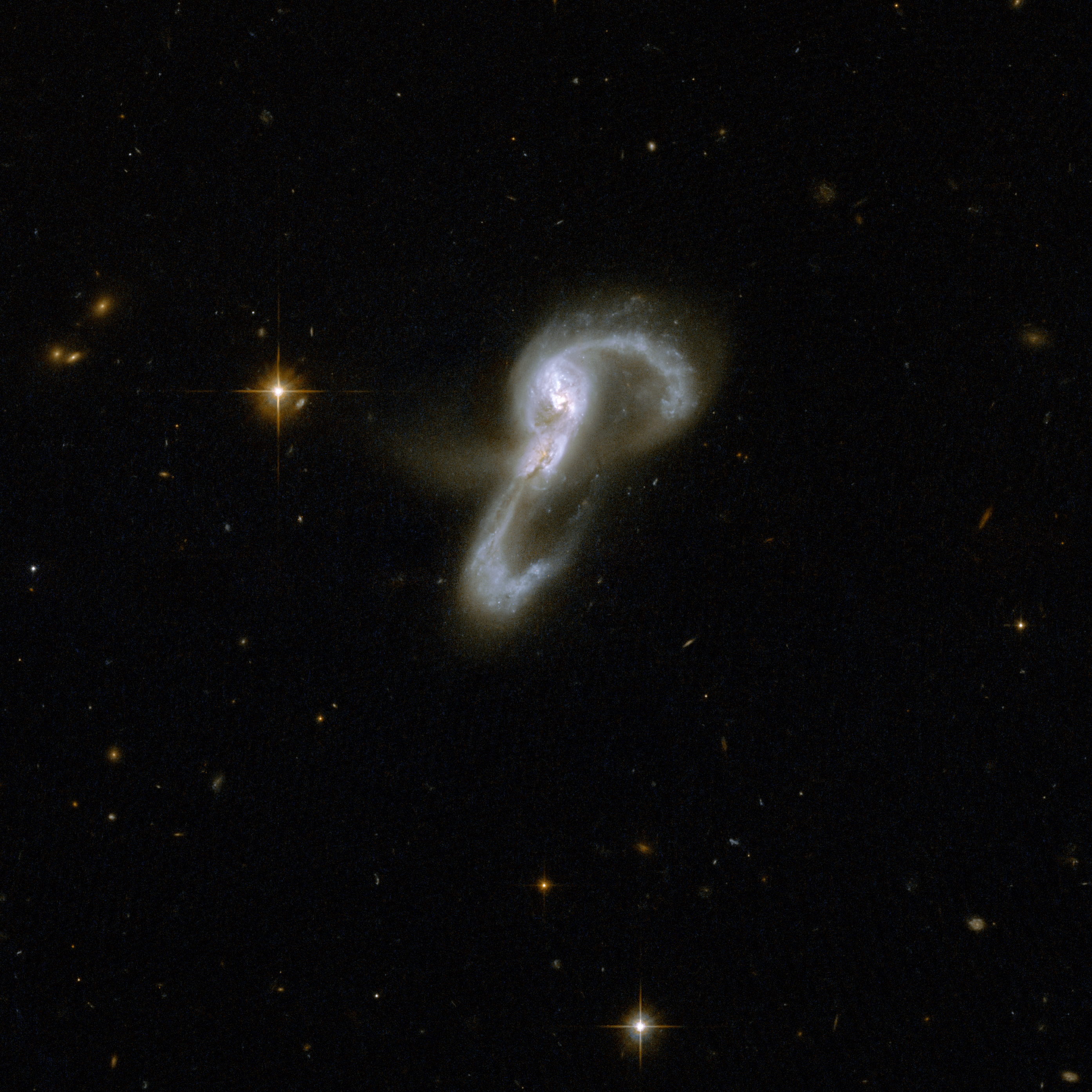
848